# Sumampattus
Sumampattus là một chi nhện trong họ Salticidae.